# Studienet.dk
Studienet.dk er et dansk internetbaseret undervisningsforlag ejet af virksomheden Better Students Aps, som igen er ejet af Freeway Holding. Studienet.dk startede under navnet Opgavecentralen i 1995 og baserede sin forretningsmodel på at formidle gymnasieopgaver mod betaling eller modydelse. Studienet.dk har gennem årene været udsat for kritik fra gymnasieverdenen for at gøre det muligt for elever let at plagiere andres arbejde. Siden 2009 har Studienet.dk arbejdet på at udfase de over 500.000 opgaver og noter, som er indsamlet fra elever siden 1995, og har også indgået aftale med plagiattjenesten Urkund. Alle nye materialer på Studienet.dk udarbejdes af en faglig redaktion. Materialerne består bl.a. af opgavehjælp, forskellige typer vejledninger og faglige noter. Better Students ejer desuden en række andre domæner, herunder graduate.dk, der linker videre til studienet.dk.

## Studienet.dk's historie
Studienets historie går tilbage til 1995, hvor det startede som det daværende "OpgaveCentralen". Det var til at begynde med en reklamefinansieret side, hvor elever fra de gymnasiale uddannelser kunne uploade og gratis hente opgaver og noter. I 2002 blev Studienet et betalingssite, hvor brugerne kunne hente opgaver, hvis de købte point eller selv uploadede opgaver. Siden 2017 er pointsystemet udfaset og erstattet af et månedligt abonnement.
I 2009 blev Studienet.dk redaktionen udvidet med en række undervisere og faglige skribenter, der skriver webbaserede undervisningsmaterialer målrettet elever på de gymnasiale uddannelser. Materialerne består af opgavehjælp, eksempelbesvarelser, faglige noter, eksamensvejledninger og guides til de gymnasiale fags genrer. I 2017 stoppede Studienet med at modtage elevopgaver.
Studienet drives af virksomheden Better Students, som tidligere hed Student Media. Better Students driver ud over Studienet.dk tilsvarende internetsider i Sverige, Norge, Tyskland og Rumænien. Better Students blev i 2014, 2015 og 2016 kåret til Gazellevirksomhed af Dagbladet Børsen. Virksomheden har delt ejerskab mellem stifterne Sam Thomsen og Jean-Christophe Balmisse (50%) samt Freeway Koncernen (50%).

## Studiesnyd
Studienet.dk har flere gange været i mediernes søgelys i forbindelse med snyd med studieopgaver i gymnasiet. Det førte til kritik fra blandt andre formanden for gymnasielærerne, Gorm Leschly, der mente, at hjemmesider som Studienet giver lidt for gode muligheder for inspiration, og han opfordrer til strammere kontrol. Formanden for gymnasiernes rektorforening mener dog, at lærerne er ved at få styr på problemerne, hvilket blandt andet kan ses ved, at flere elever får skriftlige advarsler efter brug af studieportaler.

## Historie
- 1995 Startes under navnet Opgavecentralen.dk
- 2000 Opgavecentralen omdannes til Studienet.dk
- 2002 Der indføres en pointmodel og brugerbetaling.
- 2009 Der tilknyttes en redaktion til Studienet.dk.
- 2017 Studienet.dk stopper med at modtage elevopgaver.

## Ekstern henvisning
- Studienet.dk